# Marosvásárhely Metropoliszövezet

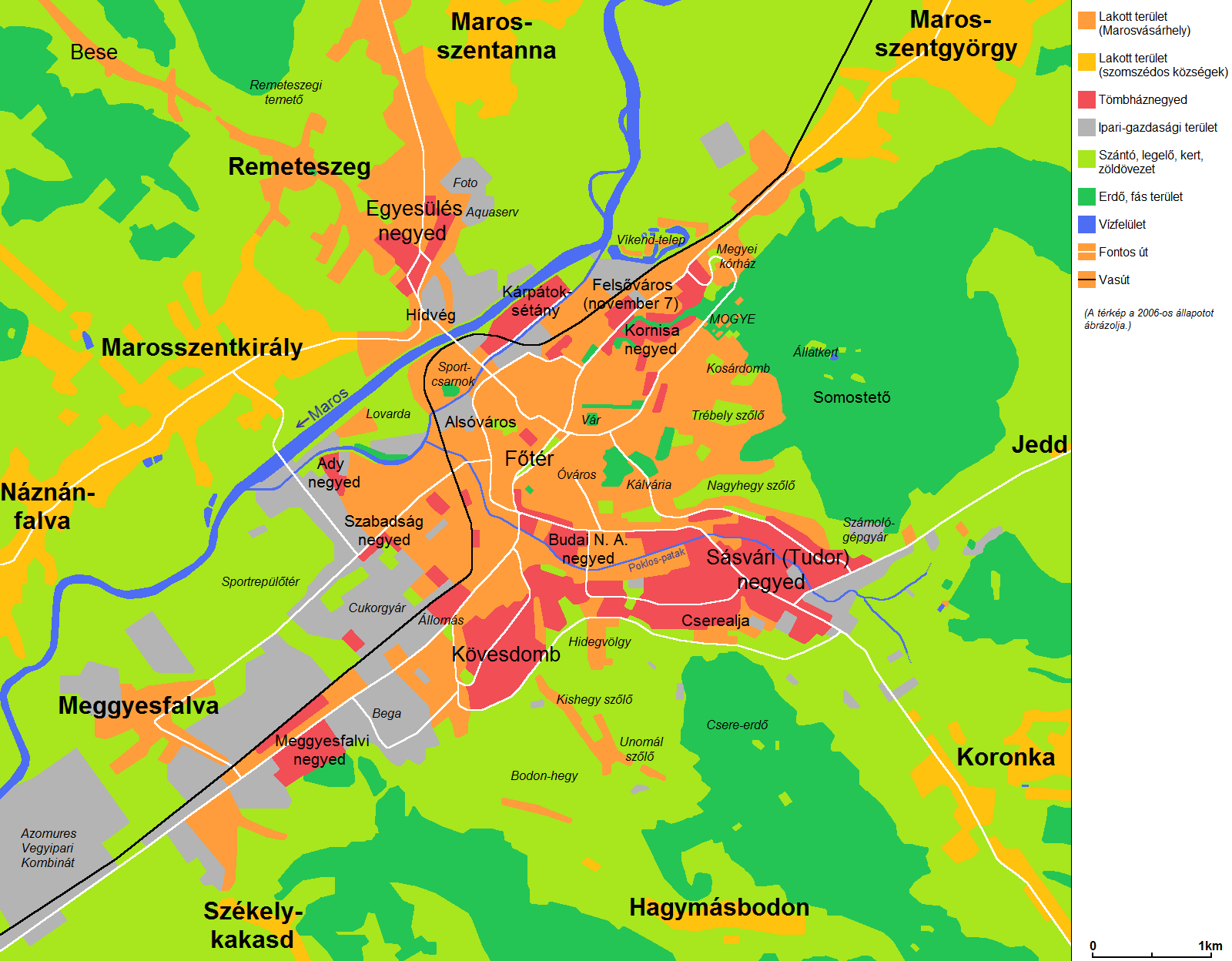
Marosvásárhely és környéke térképe

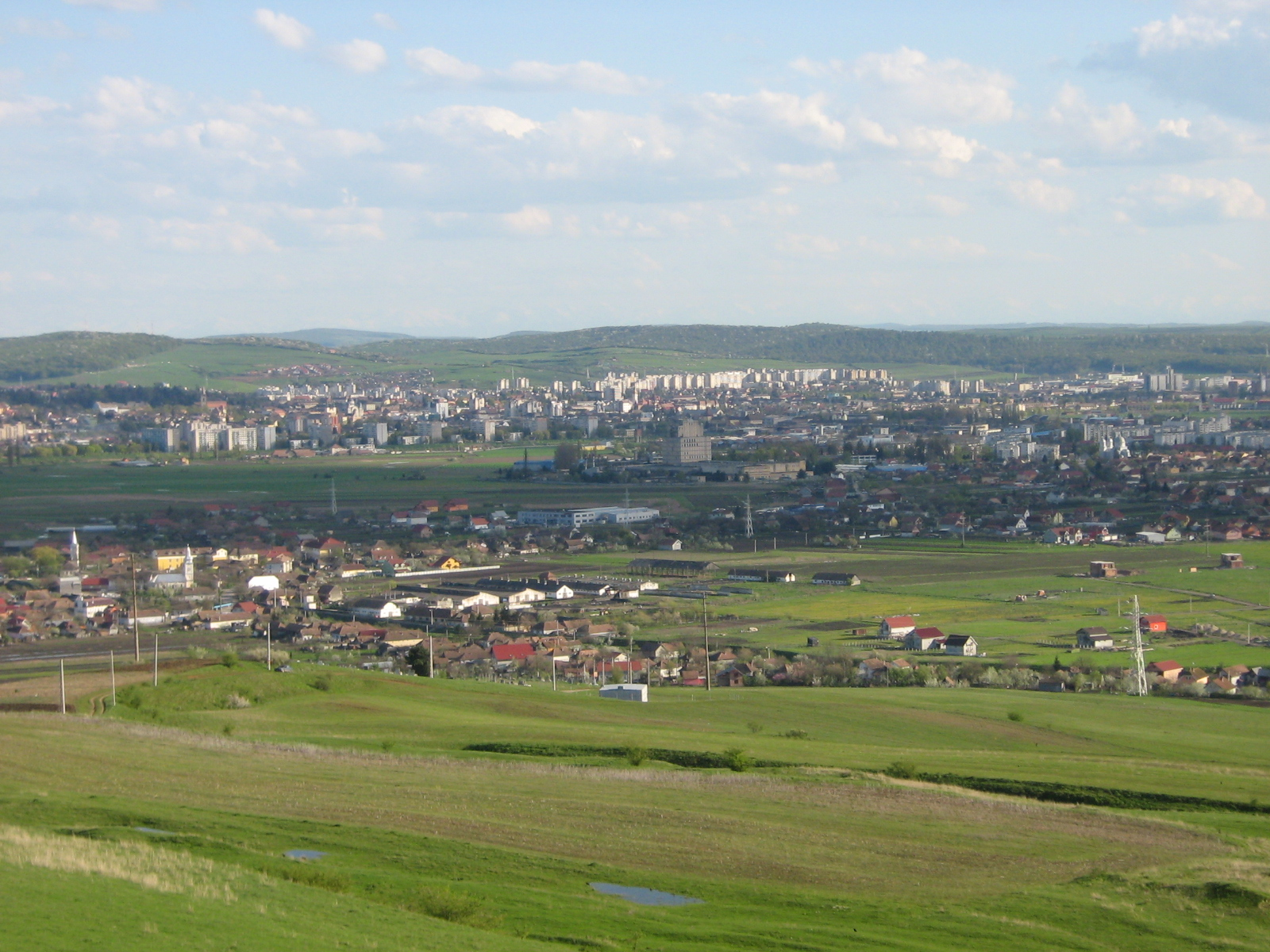
Marosvásárhely

A Marosvásárhely Metropoliszövezet Marosvásárhelyt és a környező községeket tömörítő kistérség Maros megyében, Romániában. Az ország egyetlen olyan metropoliszövezete, ahol a magyarság a maga 106 058 fős lélekszámával relatív többséget képez (49,9%).

## Története
Maros Megyei Önkormányzat 2005-ben döntött a metropoliszövezet létrehozásáról, más romániai települések (például Nagyvárad, Jászvásár) metropoliszövezeteinek mintájára.

## Települések
A Marosvásárhely Metropoliszövezethez tartozó települések: Marosvásárhely megyei jogú város, Nyárádtő város, valamint Ákosfalva, Jedd, Kerelőszentpál, Koronka, Lukafalva (Dózsa György), Maroskeresztúr, Marosszentkirály, Marosszentgyörgy, Mezőpanit, Mezőcsávás, Nagyernye és Nyárádkarácson községek. Az övezetnek egyelőre nem tagjai Marosszentanna és Backamadaras községek, bár az előbbi már összeépült, az utóbbi területe pedig szomszédos Marosvásárhellyel.
| Marosvásárhely Metropoliszövezet |          |          |         |
| Község                           | Lakosság | Magyarok | Románok |
| Marosvásárhely                   | 164 570  | 88 150   | 76 420  |
| Nyárádtő                         | 6 554    | 599      | 5 241   |
| Ákosfalva                        | 4 781    | 4 424    | 75      |
| Jedd*                            | 3 766    | 2 808    | 540     |
| Kerelőszentpál                   | 4 016    | 1 574    | 1 415   |
| Lukafalva                        | 2 869    | 2 068    | 611     |
| Maroskeresztúr                   | 5 591    | 2 767    | 2 421   |
| Marosszentanna                   | 4 266    | 817      | 3 449   |
| Marosszentkirály                 | 6 268    | 2 078    | 3 847   |
| Marosszentgyörgy                 | 7 892    | 4 597    | 2 770   |
| Mezőpanit                        | 5 994    | 4 863    | 732     |
| Mezőcsávás                       | 5 419    | 2 675    | 2 222   |
| Nagyernye                        | 5 219    | 4 328    | 405     |
| Nyárádkarácson                   | 4 348    | 3 169    | 108     |
| Összesen                         | 231 544  | 131 288  | 100 256 |
| Százalékos arány**               | 100%     | 49,9%    | 45,1%   |

* Jedd község lakossága magában foglalja a 2002-es népszámláláskor még hozzá tartozó, 2005-ben belőle kivált Koronka község lakosságát is.

**A táblázat nem tünteti fel a metropoliszövezet 5%-ot kitevő más nemzetiségekhez tartozó lakosságát. Közülük csupán a roma lakosság számottevő, az egykor népesebb zsidó és német közösségek aránya ma már 1% alatti.

## Célkitűzések
A társulás legfőbb célja a települések közös érdekeinek azonosítása és projektek kidolgozása harmonikus fejlődés érdekében. További cél a fejlettségbeli különbségek mérséklése, hatékony közszállítás megteremtése, az ivóvízellátás és szennyvízelvezetés biztosítása.